# Pars Sanior
Pars sanior oder sanior pars bezeichnet im mittelalterlichen Kirchenrecht den gesünderen Teil im Gegensatz zur pars maior, dem größeren Teil. Die Gültigkeit der Auffassung der pars sanior sollte eine Korrektur von Mehrheitsentscheidungen darstellen sowohl dort, wo kirchliche Ämter durch Wahlen zu besetzen waren, als auch bei der Verabschiedung von Lehrentscheidungen auf einem Konzil der Kirche.
Der Gedanke an eine Entscheidung durch die Sanioritas findet sich etwa bei Papst Leo dem Großen und wurde später auch in das Dekret Gratians aufgenommen. Einen bedeutenden Niederschlag findet der Gedanke auch in der Benediktiner-Regel, die zur Abtswahl ausführt, dass derjenige gewählt sein soll, den entweder die ganze Klostergemeinschaft oder ein noch so kleiner Teil in besserer Einsicht erwählte.
Auch sonst ist das Mittelalter reich an Zeugnissen, die sich auf die pars sanior als Gegenbild zur pars maior stützen. 1118 etwa schreibt der päpstliche Legat Kuno von Praeneste an die Bürger der Stadt Metz: „Damit niemand von Euch die kleine Zahl vorschütze, mahne ich Euch mit den Worten des Herrn, der sagt: »Fürchte Dich nicht Du kleine Herde« ... Er sagt nicht: »Ich, die Weisheit, wohne bei den Menschen«, sondern »Ich, die Weisheit, wohne bei der Klugheit« (Spr. 8, 12) ... Darum hält die Heilige Schrift für richtig, nicht der maior pars zu folgen.“
Das Problem liegt naturgemäß darin, bei divergierenden Ansichten festzustellen, bei welcher Partei die bessere Einsicht liegt. Je nach den Umständen wurden hier verschiedene Wege gesucht, unter anderem die Anrufung einer höheren Autorität. Deswegen sollte eine Wahl durch eine Minderheit bei der Papstwahl auch ausgeschlossen sein, weil hier keine höhere Autorität angerufen werden konnte.
Insgesamt sollte sich das Mehrheitsprinzip mehr und mehr durchsetzen; zunächst bei Wahlen, spätestens im Zweiten Vatikanum, wo zur Beschlussfassung eine Mehrheit von zwei Dritteln vorgesehen war, auch bei Entschlüssen der Konzilien. Dennoch bleibt der Gedanke der pars sanior, wie die immer noch in Kraft befindliche Benediktiner-Regel zeigt, auch gegenwärtig nicht ohne Bedeutung.